# Perizoma apicesignata
Perizoma apicesignata là một loài bướm đêm trong họ Geometridae.